# Herrschaft Farnroda
Die Herrschaft Farnroda war eine territoriale Verwaltungseinheit, dessen Gerichtsbarkeit adligen Herren unterstand. Die Lehnsoberhoheit lag im Laufe der Zeit bei den Landgrafen von Thüringen und später bei verschiedenen Ernestinischen Herzogtümern, zuletzt beim Herzogtum Sachsen-Eisenach. Zunächst unterstand das Gebiet den „Herren von Farnroda“, welche es 1461 an die Burggrafen von Kirchberg verkauften. Nach deren Aussterben fiel das Gebiet im Jahr 1799 an das Herzogtum Sachsen-Weimar-Eisenach, welches 1815 zum Großherzogtum Sachsen-Weimar-Eisenach wurde.
Bis zur Verwaltungs- und Gebietsreform des Großherzogtums Sachsen-Weimar-Eisenach im Jahr 1850 und der damit verbundenen Auflösung bildete es als Herrschaft bzw. Amt den räumlichen Bezugspunkt für die Einforderung landesherrlicher Abgaben und Frondienste, für Polizei, Rechtsprechung und Heeresfolge.

## Geographische Lage
Die Herrschaft Farnroda lag zwischen dem nordwestlichen Thüringer Wald im Westen und den Hörselbergen im Osten. Im Herrschaftsgebiet mündeten der Burbach und der Erbstrom in die Hörsel. Die Orte Burbach und Seebach waren nur über eine kleine Landverbindung mit Farnroda verbunden.
Das Herrschaftsgebiet liegt heute im Westen des Freistaats Thüringen und gehört zu den Gemeinden Wutha-Farnroda und Seebach im Wartburgkreis.

## Angrenzende Verwaltungseinheiten
Die Herrschaft Farnroda grenzte an folgende Gebiete:
- Norden und Westen: Amt Eisenach (Herzogtum Sachsen-(Weimar-)Eisenach)
- Osten: Wangenheimsches Gericht zu Winterstein  (Herzogtum Sachsen-Gotha)
- Süden: Uetterodtsches Gericht (Herzogtum Sachsen-Gotha)

## Geschichte

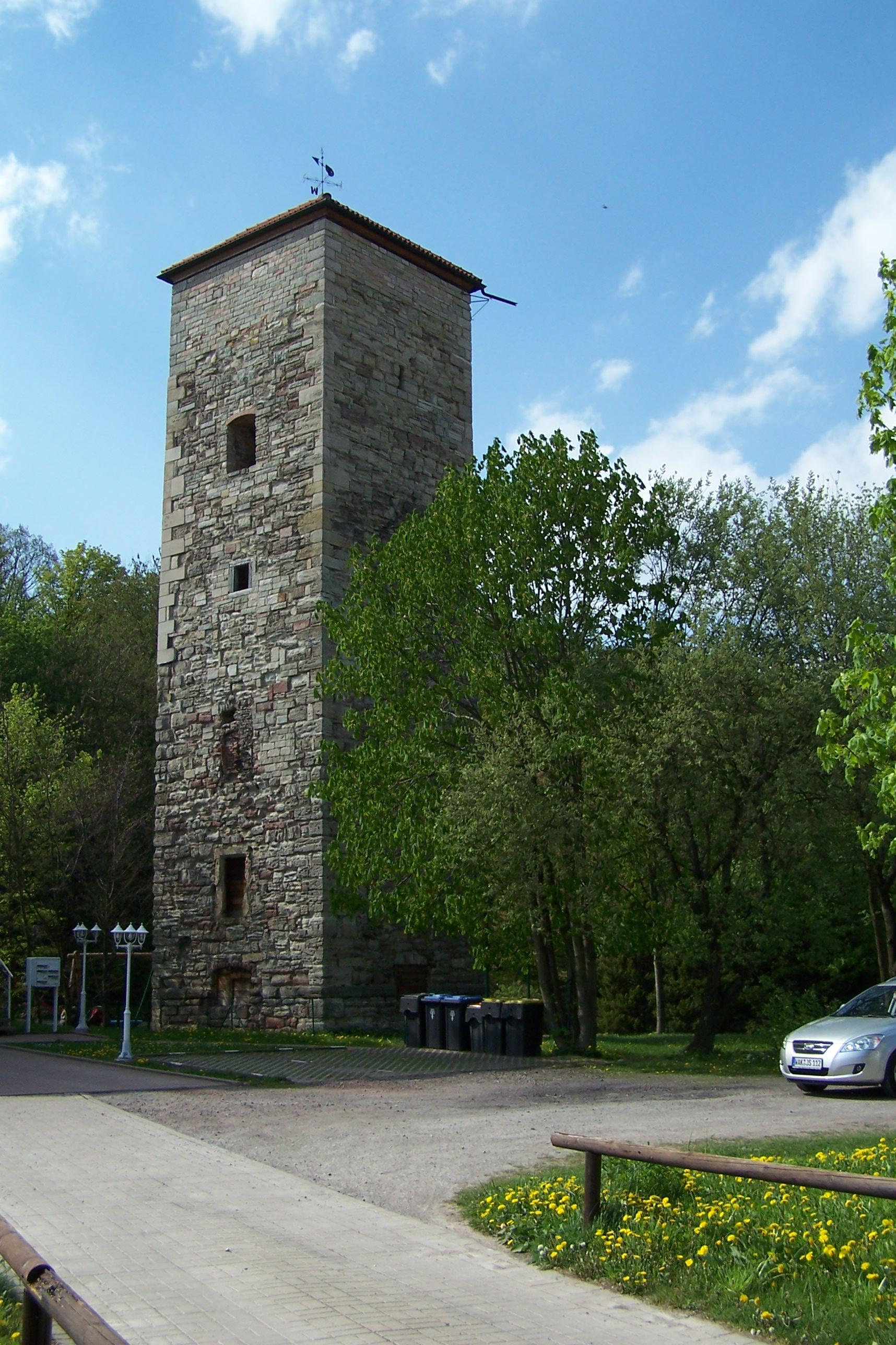
Turm der Wasserburg Farnroda

Die 1260 erstmals urkundlich erwähnten „Herren von Farnroda“ waren die Burgmannen der Wasserburg Farnroda. Der Ort Farnroda wurde 1272/78 erstmals erwähnt. Die „Herrschaft Farnroda“, welche die Herren von Farnroda von den wettinischen Landgrafen von Thüringen zu Lehen erhielten, umfasste neben Farnroda unter anderem auch Eichrodt, Wutha, Seebach und Burbach. Die Herren von Farnroda besaßen in der Herrschaft die Hohe und Niedere Gerichtsbarkeit. Mitte des 15. Jahrhunderts mussten die stark verschuldeten Herren von Farnroda ihre Stammlande verkaufen.
Im Jahr 1461 erwarben die Burggrafen von Kirchberg die Herrschaft Farnroda, nachdem sie ihre bisherigen Güter im Saaletal bei Jena verloren hatten. Um 1600 verlieren sich die Spuren der Herren von Farnroda. Die Kirchberger traten mit Zustimmung des Herzogs von Sachsen-Eisenach ihre Nachfolge an und übernahmen auch das bei der Wasserburg befindliche Gut. Auf dem Gebiet des Gutshofs entstand ein im Renaissancestil erbautes Fachwerkhaus. Das 1620 abgebrannte Schloss Farnroda wurde 1677 wieder aufgebaut. Im Jahr 1799 verstarb der letzte erbberechtigte Kirchberger, aller Besitz fiel somit als erledigtes landgräflich-thüringisches Lehen an das Herzogtum Sachsen-Weimar-Eisenach. Als Nachfolger erhielt das vermögende Haus zu Sayn-Wittgenstein den Farnrodaer Besitz.
1815 wurde das Herzogtum Sachsen-Weimar-Eisenach zum Großherzogtum ernannt. 1849/50 erfolgte im Großherzogtum die Trennung der Rechtsprechung von der Verwaltung. Dabei wurden auch die bestehenden Patrimonialgerichte aufgehoben. Die Herrschaft Farndroda kam mit anderen Ämtern des Eisenacher Kreises zum Verwaltungsbezirk Eisenach, der auch als III. Verwaltungsbezirk bezeichnet wurde. Durch Einführung der neuen Gerichtsordnung im Jahr 1879 wurde das Gebiet dem Amtsgerichtsbezirk Eisenach angegliedert.

## Zugehörige Orte
Dörfer
- Farnroda
- Eichrodt
- Seebach
- Wutha

Höfe
- Burbach
- Vorwerk Hucheroda

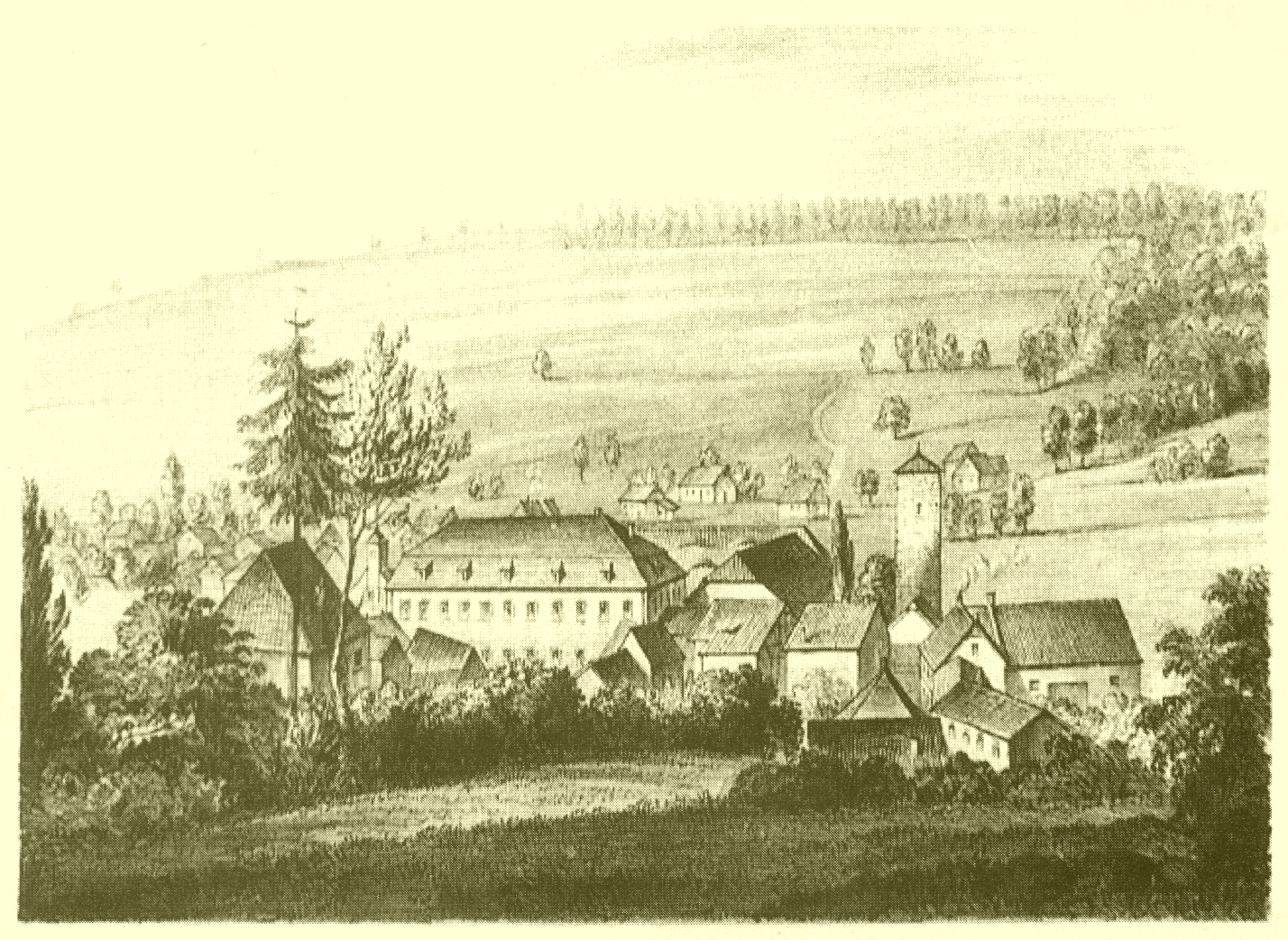
Schloss Farnroda (um 1850)

- ein Hof in  Schönau an der Hörsel (der Ort selbst gehört zu Sachsen-Gotha)
- Rehhof

Burgen und Schlösser
- Schloss Farnroda
- Wasserburg Farnroda

Wüstungen
- Berzingeroda
- Burgstelle Wittgenstein